# Список эпизодов телесериала «Легенда об Искателе»
Список и краткое описание эпизодов американского телесериала «Легенда об Искателе». В главных ролях: Крейг Хорнер, Бриджит Риган, Брюс Спенс, Табретт Бетелл. Сериал основан на содержании серии книг писателя Терри Гудкайнда «Меч Истины».
Показ телесериала осуществлялся с 1 ноября 2008 года по 22 мая 2010 года.
Всего сериал состоит из двух сезонов, которые включают 44 эпизода.

## Обзор сезонов
| Сезон | Сезон | Эпизоды | Оригинальная дата показа | Оригинальная дата показа |
| Сезон | Сезон | Эпизоды | Премьера сезона          | Финал сезона             |
| ----- | ----- | ------- | ------------------------ | ------------------------ |
|       | 1     | 22      | 1 ноября 2008            | 23 мая 2009              |
|       | 2     | 22      | 7 ноября 2009            | 22 мая 2010              |

## Список серий

### Сезон 1 (2008—2009)
Ричард Сайфер узнаёт, что он — Искатель Истины, и его предназначение — уничтожить тирана Даркена Рала и освободить Срединные земли от его гнета. В этом ему помогают Исповедница Кэлен Амнелл — боевая подруга и будущая возлюбленная Ричарда, и Зеддикус Зул Зорандер, волшебник Первого Ранга, чья магия не раз спасает Ричарду жизнь.
| № общий | № в сезоне | Название                                    | Режиссёр          | Автор сценария                                 | Дата премьеры   | Произв. код | Зрители в США (млн) |
| --- | ---------- | ------------------------------------------- | ----------------- | ---------------------------------------------- | --------------- | ----------- | ------------------- |
| - | -          | «Создание Легенды» «The Making of a Legend» | -                 | -                                              | 18 октября 2008 | -           | -                   |
| Специальный эпизод, рассказанный Люси Лоулесс. |            |                                             |                   |                                                |                 |             |                     |
| 1 | 1          | «Пророчество» «Prophecy»                    | Марк Бисли        | Джон Шибан, Кен (Кеннет) Биллер, Стивен Толкин | 1 ноября 2008   | 101         | 5.88                |
| Даркен Рал, тиран, желающий захватить Срединные земли, посылает солдат заполучить «Книгу сочтённых теней», которая находится в руках у Исповедницы Кэлен Амнелл. Кэлен пересекает магическую Границу и попадает в Вестландию, где не существует магии, в поисках волшебника Зорендера. В Вестландии Кэлен встречает Ричарда Сайфера, лесника, который помогает ей убежать от солдат Рала. Кэлен находит волшебника Зеддикуса Зула Зорандера и требует, чтобы он провёл её к Искателю. К ним приходит Ричард, которого послал отец к Зедду, и волшебник раскрывает, что именно Ричард и является Искателем, который, согласно пророчеству, должен убить Рала. Один из д’харианских солдат, Фейн, убивает отца Ричарда и забирает у Ричарда «Книгу сочтённых теней». |            |                                             |                   |                                                |                 |             |                     |
| 2 | 2          | «Судьба» «Destiny»                          | Марк Бисли        | Кен Биллер, Барри Школьник                     | 1 ноября 2008   | 102         | 5.0                 |
| Приняв свою роль Искателя, Ричард решает вместе с Зеддом, Кэлен и своим другом Чейзом найти Фейна. Даркен Рал пытается создать брешь в магической Границе между Срединными Землями и Вестландией, чтобы позволить Фейну вернуться с «Книгой сочтённых теней». Фейн похищает дочь Чейза и заставляет колдунью отдать ему Ночной камень, который позволит ему пересечь Барьер. Ричард и Кэлен преследуют Фейна до Границы, где Ричард его убивает и забирает книгу. Тем временем, солдатам и колдунам Рала удаётся пробить дыру в Границе. Ричард бросает книгу в огонь, чтобы она не досталась солдатам и вместе с Кэлен побеждает их. Ричард, Кэлен и Зедд пересекают Границу и направляются в Срединные земли. |            |                                             |                   |                                                |                 |             |                     |
| 3 | 3          | «Награда» «Bounty»                          | Джесси Уорн       | Чад Файвэш и Джеймс Стотеро                    | 8 ноября 2008   | 104         | 4.31                |
| На Ричарда, Кэлен и Зедда нападает группа наёмников, у одного из которых была волшебная карта, позволяющая отследить местоположение Ричарда. Вскоре, они узнают, что Даркен Рал объявил награду за поимку Искателя. Женщина по имени Лилия просит Искателя помочь спасти её брата из лап Шадрина, мифического чудовища. Когда они обнаруживают ещё одну подобную карту, Зедд уходит на поиски картографа Себастьяна (Тед Рэйми). Лилия ведёт Ричарда и Кэлен в пещеру Шадрина, но это оказывается ловушкой. Лилия хочет обменять Ричарда на её младшего брата, которого готовятся казнить д’харианцы. Тем временем, Зедд предупреждает чтобы картограф больше не делал карт для обнаружения Искателя. Он возвращается как раз, чтобы спасти Ричарда, и Кэлен от поимки. Ричард помогает брату Лилии бежать. Взамен Лилия соглашается рассказывать людям о доброте Искателя. |            |                                             |                   |                                                |                 |             |                     |
| 4 | 4          | «Бреннидон» «Brennidon»                     | Джонатан Бро      | Эрин Махер и Кэй Риндл                         | 15 ноября 2008  | 105         | 4.21                |
| Пока Кэлен исполняет обязанности Исповедницы в лагере повстанцев, Зедд занимается личными разборками со старой знакомой, которая утверждает, что Зедд является отцом её сына. Тем временем Ричард случайно набредает на городок Бреннидон — место его рождения. Решив попытаться найти свою мать, он проникает в городок и видит, что там царит тоталитаризм. Убегая от стражи, Ричард попадает в дом женщины, которая утверждает, что она и является его матерью. Её младший сын предаёт Ричарда д’харианцам. Сам Ричард убегает, а женщина попадает в руки солдат, после того, как публично признаётся в том, что она — мать Искателя. Вместе с раскаявшимся сыном женщины, Ричард составляет план по её вызволению. Ради этого, он сдаёт себя властям, но во время казни Ричард освобождается и нападает на д’харианцев. Ему на помощь прибывают Кэлен и Зедд, а граждане Бреннидона также решают избавиться от гнёта Рала. Уничтожив врага, Ричард представляет женщине Зедда. Увидев его, она сознаётся, что была лишь акушеркой, присутствовавшей при его родах, а его мать давным-давно покинула Бреннидон. Зедд раскрывает Кэлен, что Ричард — его внук, но запрещает ей говорить это Ричарду. |            |                                             |                   |                                                |                 |             |                     |
| 5 | 5          | «Слушающий» «Listener»                      | Марк Бисли        | Стивен Толкин                                  | 22 ноября 2008  | 106         | 4.24                |
| Став свидетелями захвата солдатами Рала Слушателя — мальчика со способностью читать мысли других посмотрев им в глаза, Ричард, Кэлен и Зедд составляют план по его вызволению. Вызволив мальчика, Зедд представляется д'харианским солдатам другим волшебником чтобы узнать местоположение Даркена Рала. Тем временем, Ричард и Кэлен возвращают Ренна (имя Слушателя) его отчиму. Хотя поначалу Ренн не доверяет Ричарду и Кэлен, постепенно их действия и мысли переубеждают его. С помощью своей способности, Ренн узнаёт, что Ричард и Кэлен тайно влюблены друг в друга, но боятся отказа другого. Ренн убеждает каждого что нет нужды бояться. Не желая накликать на них беду, Ренн добровольно уходит со своим отчимом, хотя и знает что тот собирается его опять продать солдатам Рала. Зедд же попадает в плен после того как он помогает д'харианскому предателю избежать казни. Ричард и Кэлен обнаруживают их и побеждают солдат. Затем они путешествуют в Тандор, где они оставляют Ренна на попечение Сестёр Света, которые занимаются воспитанием одарённых детей. |            |                                             |                   |                                                |                 |             |                     |
| 6 | 6          | «Эликсир» «Elixir»                          | Чарли Хаскелл     | Майкл Суссман                                  | 29 ноября 2008  | 103         | 3.0                 |
| Юноша по имени Джек выкрадывает лошадей Зедда, Ричарда и Кэлен и продаёт их Рымусу, торговцу магией, в деревне Драндрил. Во время поисков Джека, Ричарду помогает волшебная настойка подмешанная барменом, которая позволяет ему с лёгкостью найти Джека. Джек отводит их к торговцу, люди которого бросаются на Искателя. Во время битвы, Кэлен исповедует Рымуса, а Зедд раскрывает что является волшебником. Они узнают что Драндрил коррумпирован волшебными настойками, которые продаёт местный волшебник. Этим волшебником оказывается Джезия — бывший ученик Зедда. Джезия берёт Зедда в плен и собирается выкачать из него всю магию для создания настоек. Ричард, в конце концов, учится не зависеть от магии и использует свои навыки лесника чтобы найти Зедда. Ричард, Кэлен и Рымус побеждают Джезию и его торговцев, но Рымус погибает в бою, защищая Кэлен. Заметив что Ричард испытывает нежные чувства по отношению к Кэлен, Зедд напоминает ей, что она всё еще не рассказала Ричарду о том, что они никогда не смогут быть вместе. |            |                                             |                   |                                                |                 |             |                     |
| 7 | 7          | «Личность» «Identity»                       | Гарт Максвелл     | Чад Файвэш и Джеймс Стотеро                    | 6 декабря 2008  | 107         | 3.55                |
| Ричард игнорирует предупреждение колдуньи Шоты, которая предвидела его смерть, и планирует взять в плен Деммина Насса — правую руку Даркен Рала, в руинах Келабры. Чтобы спасти Ричарда от предвиденной ею судьбы, она накладывает на него и на сына торговца Гриффа заклятие, которое временно заставляет всех окружающих считать что Ричард является Гриффом и наоборот. Кэлен и Зедд направляются в Келабру с Гриффом, а Ричарду ничего не остаётся, кроме как жениться на невесте Гриффа по имени Бронвин. По пути в Келабру Кэлен признаётся Гриффу (которого она считает Ричардом) в любви и объясняет, что они никогда не смогут быть вместе из-за её способностей Исповедницы. Тем временем, Ричарду удаётся убедить Бронвин, что он — Искатель, и она ведёт его к Келабре, где он воссоединяется с Кэлен и Зеддом, а также спасает жизнь Гриффа. Они узнают из документа в палатке Насса, что Рал занимается поиском Шкатулок Одена. Появляется Шота и прорицает что Кэлен предаст Ричарда. |            |                                             |                   |                                                |                 |             |                     |
| 8 | 8          | «Денна» «Denna»                             | Майкл Хёрст       | Кен Биллер и Майк Суссман                      | 10 января 2009  | 108         | 3.40                |
| В ярости из-за неспособности своих солдат поймать Искателя, Даркен Рал посылает за ним одну из своих лучших Морд-Сит по имени Денна. Против Морд-Сит не работает никакая магия, поэтому Ричард сразу попадает к ней в плен. Денна пытает Ричарда магическим устройством, приносящим боль любому, кто его касается (включая пользователя), чтобы сделать его своим покорным рабом. Тем временем Кэлен навещает свою знакомую Исповедницу, но с ужасом узнаёт, что та исповедала всех жителей своей деревни, чтобы они без страха боролись с д'харианцами. Несмотря на своё отвращение, у Кэлен нет другого выбора, кроме как просить свою старую знакомую о помощи в вызволении Ричарда. Сама Кэлен идёт к Денне на переговоры, но Ричард к тому времени уже почти полностью находится под властью Морд-Сит. Денна же посылает солдата убить другую Исповедницу, чтобы её исповеданные вновь обрели самоконтроль и бежали. Денна приказывает Ричарду убить Кэлен, но его чувства к ней оказываются сильнее, и он предаёт свою новую госпожу. Во время битвы Денна пытается вновь остановить Ричарда, обратив магию Меча Истины против него, но сама того не зная, Денна увеличила болевой порог Ричарда, и ему удаётся пронзить её мечом. После ухода Ричарда и Кэлен, другая Морд-Сит оживляет Денну. |            |                                             |                   |                                                |                 |             |                     |
| 9 | 9          | «Кукловод» «Puppeteer»                      | Марк Бисли        | Никки Палуга                                   | 17 января 2009  | 109         | 3.21                |
| Даркен Рал планирует заполучить третью и последнюю Шкатулку Одена у королевы Милены, правительницы Тамаранга. Зедд притворяется кукловодом на дне рождения принцессы Виолетты, пока Ричард и Кэлен пытаются задержать посланников Рала. Зедд подружился с Рэйчел — десятилетней рабыней принцессы. С её помощью, Зедд выкрадывает третью Шкатулку Одена и заменяет её поддельной. Тем временем Ричард и Кэлен перехватывают небольшой отряд д'харианцев и узнают, что Рал лично направляется в Тамаранг чтобы забрать шкатулку. Рэйчел помогает Зедду вынести шкатулку из дворца с помощью кухарки Марты и относит её Ричарду и Кэлен. Рал догадывается, что отданная ему шкатулка не является настоящей, но ему не удаётся поймать Зедда. В ярости Рал убивает королеву Милену. После возвращения Зедда Марта удочеряет Рэйчел. |            |                                             |                   |                                                |                 |             |                     |
| 10 | 10         | «Жертва» «Sacrifice»                        | Майкл Хёрст       | Чад Файвэш и Джеймс Стотеро                    | 24 января 2009  | 111         | 2.83                |
| Ричард, Кэлен и Зедд встречают группу Исповедниц и их предводительницу — Мать-Исповедницу Серену, которые направляются на остров Валерия чтобы спрятаться от Рала. Узнав что её сестра Денни жива и находится в д'харианской тюрьме, Кэлен вызволяет её, притворившись Морд-Сит и делая вид что она поймала Искателя. Денни оказывается беременной и рожает мальчика. По традиции, все Исповедники мужского пола должны быть убиты в младенчестве, так как они не способны управлять своими способностями. Ричард не позволяет Серене провести ритуал убийства ребёнка. Серена исповедует Зедда и забирает младенца. Решая помочь Денни спасти её ребёнка, остальные Исповедницы исповедуют преследующих их д'харанцев, включая Деммина Насса, с помощью Ричарда и Кэлен и используют их чтобы отвлечь Зедда, пока остальные попытаются забрать у Серены ребёнка. Серену убивает муж Денни, освобождая Зедда из-под её чар (после того как он убивает Насса). Денни с мужем и сыном уплывают на Валерию, а остальные Исповедницы избирают Кэлен Мать-Исповедницей и решают остаться и продолжать вершить правосудие в Срединных землях. |            |                                             |                   |                                                |                 |             |                     |
| 11 | 11         | «Исповедь» «Confession»                     | Гарт Максвелл     | Барри Школьник                                 | 31 января 2009  | 110         | 2.55                |
| Когда два члена сопротивления погибают при странных обстоятельствах, их лидер Коннор просит у Кэлен помощи. Зедд направляется домой чтобы забрать у своего брата ключ в склеп где он намеревается спрятать третью Шкатулку Одена от Рала. Ричард и Кэлен прибывают в дом Коннора, но находят его мёртвым. Кэлен исповедует вора по имени Найлс, который сознаётся в убийстве Коннора. Найлса вешают за убийство, но затем Ричард и Кэлен узнают что он был невиновен. Кэлен обнаруживает сестру Найлса мёртвой, и Ричард уверен что именно он её убил. Они начинают подозревать что настоящий убийца использует магию. Городской констебль Деклан предоставляет доказательства того, что убийцей является жена Коннора Нелла, но раскрывается, что именно Деклан и является убийцей и поклонником Рала. Зедд использует магический артефакт чтобы изъять воспоминание об убийстве из головы Ричарда. |            |                                             |                   |                                                |                 |             |                     |
| 12 | 12         | «Дом» «Home»                                | Чарли Хаскелл     | Стивен Толкин                                  | 21 февраля 2009 | 114         | 3.21                |
| Во время редкого астрономического феномена, Даркен Рал приказывает своему волшебнику Гиллеру наложить на Ричарда заклятие, которое помещает его в транс, чтобы узнать местоположение третьей Шкатулки Одена. Ричард считает, что он всё еще находится дома в Хартленде и начинает рассказывать своим близким свои приключения, которые он считает сном. Рал под личиной девушки, которую Ричард когда-то любил, пытается заставить Ричарда раскрыть, где он спрятал шкатулку. Зедд бессилен против такого заклятия, так что Кэлен ничего не остаётся, кроме как сознаться Ричарду, что она любит его. Слёза Кэлен пробивается через заклятие, и Ричард видит что вместо его подруги на него смотрит Даркен Рал. Он вырывается из транса как раз вовремя чтобы забрать Шкатулку Одена, прежде чем её найдут люди Рала. Эта серия, в основном, состоит из отрывков предыдущих. |            |                                             |                   |                                                |                 |             |                     |
| 13 | 13         | «Привидение» «Revenant»                     | Джеффри Каутфорн  | Эрин Махер и Кэй Риндл                         | 28 февраля 2009 | 112         | 3.40                |
| Зедд ведёт Кэлен и Ричарда в склеп предыдущего Искателя по имени Киран, где он планирует спрятать третью Шкатулку Одена. Но они не обнаруживают останков Кирана в его саркофаге. После того как они с помощью духа Вивианы, Исповедницы Кирана, находят его скелет, Зедд убирает заклинание, держащее дух Кирана взаперти. Но вместо того чтобы направиться в загробный мир, дух Кирана захватывает тело Ричарда и выбрасывает Зедда из комнаты. В теле Ричарда, Киран призывает дух Вивианы и вселяет её в тело Кэлен. Зедд встречает дух бывшего волшебника Кирана по имени Амфортас, который раскрывает что тысячелетняя легенда о Киране и Вивиан — ложь. По-видимому, Вивиана ненароком исповедала Кирана, а затем убила себя по наставлению Амфортаса. Киран превратился в жестокого убийцу, не оставляя Амфортасу выбора кроме как убить его и наложить на его дух заклятие. С помощью Амфортаса Зедд вновь открывает дверь в комнату и заставляет Кирана и Вивиану покинуть тела Ричарда и Кэлен и направиться в загробный мир. Зедд решает что хранить Шкатулку Одена в склепе небезопасно и решает лично её спрятать втайне от всех. |            |                                             |                   |                                                |                 |             |                     |
| 14 | 14         | «Хартленд» «Hartland»                       | Марк Бисли        | Майк Суссман                                   | 7 марта 2009    | 113         | 3.25                |
| Встретив в лесу Чейза, Ричард и Кэлен возвращаются в Хартленд и обнаруживают, что городком управляют д'харианцы. Несмотря на то, что большинство граждан Хартленда считают что солдаты им помогают, Ричард, Кэлен и Чейз узнают, что д'харианцы похищают всех недовольных и скармливают их гарам. Хотя Майкл, брат Ричарда, поначалу не верит им, в конце концов он соглашается помочь брату. Д'харианский комендант Хартленда узнаёт что Искатель вернулся в Вестландию и решает уничтожить единственный проход через Границу чтобы не позволить Ричарду вернуться в Срединные земли. Майкл, Ричард, Кэлен, Анна и Чейз нападают на д'харианцев и убивают всех, кроме коменданта, которого исповедует Кэлен. Майкл погибает в битве. Ричард, Кэлен и Чейз возвращаются в Срединные земли, а комендант уничтожает проход через Границу и посылает сообщение Ралу, что Искатель мёртв. |            |                                             |                   |                                                |                 |             |                     |
| 15 | 15         | «Обращение» «Conversion»                    | Эндрю Меррифилд   | Чад Файвэш и Джеймс Стотеро                    | 14 марта 2009   | 115         | 3.10                |
| Волшебник Гиллер пытается воссоздать магию Исповедниц для Даркена Рала, проводя опыты на заключённых с использованием древней магии. Разочарованный медленным прогрессом Гиллера, Рал решает лично нанести ему визит. Ричард, Кэлен, Чейз и предатель Девлин вызволяют заключённых из крепости Гиллера. Чейз впадает в кому после того, как его жена Эмма ненароком воспользовалась на нём своими искажёнными способностями Исповедницы, полученными в результате опытов Гиллера. Узнав, что Рал направляется в крепость, Ричард и Кэлен направляются в крепость, надеясь убить Рала и схватить Гиллера, но сами попадают в плен, после того как Гиллер раскрывает что выработал иммунитет к Исповедницам, а Рал побеждает Ричарда в бою. Пока Гиллер пытается извлечь способности Исповедницы из Кэлен, Рал раскрывает что хочет использовать эти способности на Ричарде, что бросает Кэлен в «Кон Дар» или «Кровавую ярость». Даже не касаясь их, Кэлен убивает Гиллера и исповедует людей Рала, заставляя самого Рала бежать. Вернувшись к Чейзу и отдав ему настойку Гиллера, которая даст ему иммунитет к способностям Эммы, Ричард и Кэлен получают сообщение от Зедда, который просит их встретить его в Д'Харе. |            |                                             |                   |                                                |                 |             |                     |
| 16 | 16         | «Кровные узы» «Bloodline»                   | Гарт Максвелл     | Николь Палуга                                  | 21 марта 2009   | 116         | 2.71                |
| Пытаясь спрятать третью Шкатулку Одена от Даркен Рала, Зедд помещает её в центре древнего поля битвы Войны волшебников, используя остаточную магию местности для установления непреодолимых ловушек. Узнав об этом, Рал даёт Морд-Сит Денне шанс искупить свою вину. Он посылает её похитить молодую девушку по имени Дженнсен, которая обладает абсолютным иммунитетом к магии, то есть для неё магических ловушек Зедда не существует. Ричард, Кэлен и Зедд пытаются спасти девушку, но Денна похищает её мать, требуя взамен шкатулку. Узнав, что имеет дело с Искателем, Дженнсен раскрывает ему, что является его сестрой ,и что похищенная женщина — его мать. Зедд это подтверждает, также раскрывая, что является дедом Ричарда и Дженнсен. Ричард пытается договориться о сделке с Денной — третья Шкатулка Одена взамен на их мать и помощь в краже двух других шкатулок из хранилища Рала. Денна согласна ему помочь, но как залог убивает их мать, утверждая что оживит её если она получит шкатулку до рассвета. Следуя наставлениям Денны, Дженнсен проникает в дворец Рала и похищает шкатулки. Во время обмена Денна пытается захватить шкатулки и Искателя силой, но Ричарду удаётся сложить все шкатулки вместе и обрести силу Одена, позволяющую ему повелевать всеми людьми. Приказав д'харианским солдатам убить друг друга, он требует чтобы Денна оживила его мать, но Денна сознаётся, что солгала и что его мать уже безвозвратно мертва. Ричард тогда приказывает Кэлен избить Денну до смерти. Понимая что Ричард опьянён магией Одена, Дженнсен разбивает шкатулки на три части, освобождая всех из-под его контроля. Денна просит Ричарда убить её, зная что с ней сделает Рал за провал задания и содействие врагу, но Ричард её отпускает. Зедд отдаёт Дженнсен две шкатулки на хранение, оставляя одну себе. |            |                                             |                   |                                                |                 |             |                     |
| 17 | 17         | «Обман» «Deception»                         | Крис Мартин-Джонс | Раф Грин                                       | 28 марта 2009   | 117         | 2.70                |
| Ричард и Кэлен возвращаются в Срединные земли и приходят на помощь группе повстанцев, чьи деревни были уничтожены новым оружием Даркен Рала под названием «Шептун». Кэлен исповедует д'харианского солдата по имени Карвер Данн, который помогает им прийти к заключению что Шептуны находятся в форте неподалёку. Ричард внедряется в форт под личиной Данна и узнаёт что из Д'Хары в форт направляется партия Шептунов чтобы пополнить запасы гарнизона. В то время как Ричард дружится с капитаном форта, Кэлен пытается защитить Карвера, которого позже убивает повстанец. Когда Кэлен узнаёт о плане повстанцев использовать захваченные Шептуны в деревнях, верных Ралу, она спешит в форт чтобы предупредить Ричарда. Вместе, им удаётся вовремя остановить повстанцев. Хотя у Ричарда есть возможность убить д'харианского капитана, он решает его отпустить. Ричард и Кэлен уничтожают Шептуны, они обсуждают правильный ли выбор они сделали, спасая мирных д'харианцев. |            |                                             |                   |                                                |                 |             |                     |
| 18 | 18         | «Зеркало» «Mirror»                          | Джонатан Бро      | Сюжет: Майкл Шитер Сценарий: Стивен Толкин     | 25 апреля 2009  | 118         | 2.58                |
| Вор Гвильдор использует волшебное зеркальце чтобы притворяться д'харианским капитаном. Он также использует его чтобы превратить двух других воров по имени Клэр и Фриц в Кэлен и Ричарда чтобы грабить граждан Срединных земель. Увидев настоящих Ричарда и Кэлен, воры решают выкрасть Меч истины. Клэр и Фрицу удаётся украсть меч, но сами они попадают в плен к д'харианцам после того, как их предаёт Гвильдор. Клэр и Фриц сбегают, но их обнаруживает Зедд, который быстро догадывается, что они не те, за кого себя выдают. Тем временем, Ричард и Кэлен попадают в плен к д'харианцам после того как их обманывает любовница Гвильдора по имени Бьянка. Зедд использует зеркальце, чтобы превратиться в Бьянку, а Бьянку превратить в себя. Обман удаётся, и Зедд спасает Ричарда и Кэлен. Затем он использует зеркальце, чтобы снять заклятие с Фрица и Клэр. Д'харианцы возвращаются к Ралу с Гвильдором и Бьянкой (всё ещё в виде Зедда). |            |                                             |                   |                                                |                 |             |                     |
| 19 | 19         | «Проклятый» «Cursed»                        | Марк Бисли        | Чад Файвэш и Джеймс Стотеро                    | 2 мая 2009      | 119         | 2.37                |
| Король Грегор, союзник Искателя, позволяет колдунье Шоте наложить на него проклятие, которое каждую ночь превращает его в кровожадное чудовище под названием калтроп, чтобы защитить его королевство от армии Рала. К сожалению, Грегор не способен управлять калтропом, который начинает убивать невинных, и заставляет Ричарда и Кэлен убить его. Тем временем, Зедд узнаёт что без калтропа, д'харианцы захватят трон и возьмут Искателя в плен. Во время вторжения д'харианцев, Зедд и Шота комбинируют свою магию чтобы создать затмение и напустить на врага калтропа. Принцесса Кора унаследовала проклятие у своего отца через скипетр, передающийся вместе с властью новому правителю. Она превращается в калтропа и прогоняет врага. Кэлен понимает что ей необходимо смириться со своими способностями и научиться ими управлять. Следуя её примеру, Кора решает не прятать своё проклятие от своих подданных. Вернувшись, Зедд раскрывает что существует вторая «Книга сочтённых теней» и что её необходимо найти до Рала. |            |                                             |                   |                                                |                 |             |                     |
| 20 | 20         | «Святилище» «Sanctuary»                     | Гарт Максвелл     | Майк Суссман                                   | 9 мая 2009      | 120         | 2.10                |
| Ричард, Зедд и Кэлен прибывают в библиотеку, где спрятана копия «Книги сочтённых теней», как раз перед тем как о её местоположении узнаёт Даркен Рал. Художник, проживающий в городке неподалёку, обладает способностью перемещать живые и неживые предметы в и из волшебной картины, в которую он перемещает библиотеку с Зеддом. Затем он перемещает Ричарда с Кэлен, а затем и себя. В картине не работает магия. Но художник не желает никого выпускать из картины, считая что все находятся в безопасности. Рал обнаруживает картину и решает убить Искателя, даже если при этом будет уничтожена «Книга сочтённых теней». Он бросает картину в огонь, но художник успевает переместить всех кроме себя из картины, жертвуя собой ради всех. |            |                                             |                   |                                                |                 |             |                     |
| 21 | 21         | «Лихорадка» «Fever»                         | Джонатан Бро      | Ники Палуга                                    | 16 мая 2009     | 121         | 1.95                |
| Даркен Рал ищет шкатулки Одена, и это приводит его к Дженнсен. Его солдаты сильно избивают её, и она теряет память. Пользуясь этим, Рал настраивает Дженсен против Ричарда и пытается заставить её вспомнить, куда она спрятала шкатулки. В это время Зедд лечит в деревне жителей от чумы. Ричард находит шкатулки. Придя к Ричарду, Дженсен вспоминает всё. |            |                                             |                   |                                                |                 |             |                     |
| 22 | 22         | «Расплата» «Reckoning»                      | Майкл Хёрст       | Кен Биллер и Стивен Толкин                     | 23 мая 2009     | 122         | 2.10                |
| Ричард собирает вместе все три Шкатулки Одена, в то время как Кэлен его исповедует, балансируя губительный эффект Одена на Ричарда. Но в то же время их обнаруживают Морд-Сит Рала, и их предводительница Кара касается Ричарда своим эйджилом. Комбинация трёх магических сил вызывает волшебный взрыв, который забрасывает Ричарда и Кару на 58 лет в будущее. Тем временем, в том же конфликте, Зедд погибает от своего собственного огня, а Кэлен попадает в плен к Даркену Ралу. Узнав от Шоты, что для возвращения в настоящее Ричард должен воссоздать комбинацию всех трёх магических сил (Оден, исповедь и эйджил), она соглашается стать женой Рала и родить ему ребёнка (все остальные Исповедницы к тому времени уже мертвы). Кэлен рожает мальчика, который становится безжалостным тираном и убивает своих родителей. В будущем, Ричард и Кара решают уничтожить магистра Николаса Рала. Они встречаются с Шотой, которая и раскрывает им необходимые условия для путешествия во времени. Обманом заставив Николаса исповедать Ричарда во время использования магии Одена и эйджила, Ричард и Кара возвращаются в момент их исчезновения в настоящем. Пытаясь уничтожить шкатулки Одена Мечом Истины, Рал вбирает всю их магию в себя и погибает. Пророчество исполнено, а Ричард, Кэлен и Зедд с надеждой смотрят на будущее. |            |                                             |                   |                                                |                 |             |                     |

### Сезон 2 (2009—2010)
Даркен Рал побеждён, но опасность не отступила. Новый противник Ричарда — могущественный Владетель подземного мира. У Владетеля есть и свои соратники — Сестры Тьмы. Они также будут мешать Ричарду. Чтобы победить его, Ричард вынужден объединиться с Даркеном Ралом, который, оказывается, был его братом, и искать помощи в Древнем мире, в храме Сестёр Света. К его команде присоединяется Морд-Сит Кара Мейсон, ранее служившая Даркену Ралу.
| № общий | № в сезоне | Название                         | Режиссёр          | Автор сценария                                           | Дата премьеры   | Произв. код | Зрители в США (млн) |
| --- | ---------- | -------------------------------- | ----------------- | -------------------------------------------------------- | --------------- | ----------- | ------------------- |
| 23 | 1          | «Отмеченный» «Marked»            | Марк Бисли        | Кен Биллер и Стивен Толкин                               | 7 ноября 2009   | 201         | 2.58                |
| Ричард узнаёт, что, когда взорвались шкатулки Одена и Даркен Рал погиб, была нарушена завеса между миром живых и царством мёртвых, принадлежащим Владетелю. Владетель давно желает уничтожить мир живых, а Даркен Рал все это время был его преданным слугой. Кроме того, к Ричарду приходит отряд д'харианцев и присягает ему на верность как новому лорду Ралу. Их командир рассказывает, что Ричард является младшим сыном Паниза Рала, отца Даркена Рала, и наследником трона Д’Хары. Ведьма Шота открывает Зедду пророчество Создателя о том, что «Ричард Сайфер потерпит неудачу в борьбе с Владетелем», и потом Зедд должен назвать нового Искателя. Но Зедд слишком сильно любит внука и не обращает внимания на слова Шоты. |            |                                  |                   |                                                          |                 |             |                     |
| 24 | 2          | «Гибельный» «Baneling»           | Майкл Хёрст       | Чад Файвэш и Джеймс Стотеро                              | 14 ноября 2009  | 202         | 2.24                |
| Ричард, Кэлен, Зедд и Кара прибывают в д'харианский лагерь смерти. Разрыв завесы, разделяющей мир смертных и царство мёртвых, позволяет мертвецам вновь ожить в виде гибельных, которые должны постоянно убивать для Владетеля, чтобы оставаться в живых. Молодой карманник по имени Флинн случайно становится ключом к Камню слёз, открыв медальон-артефакт и получив на руку символ Камня. Он погибает от рук гибельной, но прежде чем Кара оживляет его способностями Морд-Сит, Даркен Рал замечает на его руке символ Камня и посылает за ним армию мертвецов. Ричард убивает всех гибельных из лагеря смерти и сжигает их, что бы те не смогли вернуться обратно, ведь для превращения в гибельного обязательно нужно тело. После этого они с Флинном отправляются к склепу, где хранится Камень. |            |                                  |                   |                                                          |                 |             |                     |
| 25 | 3          | «Сломанная» «Broken»             | Ники Палуга       | Крис Мартин-Джонс                                        | 21 ноября 2009  | 203         | 2.50                |
| Кэлен получает видение, что вскоре она останется последней Исповедницей. Кара раскрывает, что все остальные Исповедницы были истреблены по приказу Рала и что она лично убила сестру Кэлен. Каре приходится покинуть Ричарда после того, как Кэлен входит в состояние Кон-Дар - «Кровавой ярости». Кара возвращается в свой родной городок и находит свою сестру. Но горожане арестовывают её и судят за то что она — Морд-Сит. Горожане находят Кэлен и просят её казнить Кару, но Ричард убеждает её позволить ему убедить всех, что Кара изменилась и искупила вину. К сожалению, сама Кара не считает, что её поступки были плохими, и не может раскаяться. Она рассказывает, что сама убила своего отца за то, что он сам продал её Морд-Сит. Но во время суда раскрывается, что городская учительница является Морд-Сит и что она годами выкрадывала девочек для вербовки в ряды Морд-Сит. И учительницу и Кару приговаривают к «казни через исповедь» (для Морд-Сит исповедь смертельна). Когда Кэлен исповедует учительницу, то она раскрывает, что лично обучала Кару и обманом заставила девочку убить собственного отца. Отец не продавал Кару Морд-Сит и не желал говорить дочери неправду, как того хотели Морд-Сит, потому они выжгли ему гортань, чтобы он не смог опровергнуть то, что они скажут. Услышав это, Кара понимает, что вся её жизнь основана на лжи. Увидев, что Кара полна раскаяния, Кэлен щадит её и позволяет ей вернуться в их группу. Тем временем, Зедд занимается поисками сбежавшего Флинна и с помощью магии убеждает его вернуться в группу. |            |                                  |                   |                                                          |                 |             |                     |
| 26 | 4          | «Исповеданный» «Touched»         | Гарт Максвелл     | Арика Лизанн Миттмен                                     | 28 ноября 2009  | 204         | 2.41                |
| Кэлен и Ричард узнают что, кроме Кэлен, существует лишь одна другая Исповедница — девушка по имени Аннабель. Они пытаются найти девушку и обучить её правильно использовать свои способности, и спасают её от колдуна, который желал заполучить её силу Исповедницы с помощью магического артефакта - кристалла. К сожалению, Аннабель случайно исповедует Флинна. Опасаясь Кэлен и Ричарда, Аннабель убегает, по пути исповедуя ещё несколько людей. В конце концов, она намеренно исповедует Ричарда. Прежде чем Кэлен смогла убить Аннабель, чтобы освободить мужчин, Ричард предлагает использовать артефакт местного колдуна чтобы «высосать» способности Аннабель, превратив её в обычного человека. Флинн открывает гробницу, но вместо Камня Ричард обнаруживает там всего лишь очередной указатель — компас. Прежде чем Аннабель использует артефакт, она убеждает Ричарда переспать с Кэлен, чтобы зачать ребёнка, так как сила Кэлен на уже исповеданного Ричарда не подействует, но Кэлен останавливает Ричарда, ведь он в тот момент любит Аннабель, а не её. Артефакт лишает Аннабель способностей, возвращая Ричарду и Флинну свободу. Несмотря на это, Флинн всё еще любит Аннабель, и они уходят своим путём. |            |                                  |                   |                                                          |                 |             |                     |
| 27 | 5          | «Волшебник» «Wizard»             | Джонатан Бро      | Стивен Толкин                                            | 5 декабря 2009  | 205         | 2.30                |
| Зедд попадает под воздействие загадочного заклинания, наложенного Шотой, которое стирает его память. Шота также делает Зедда молодым и убеждает некогда мудрого волшебника, что он должен заменить Ричарда новым Искателем. Зедд влюбляется в девушку из борделя Салиндру и становится вместе с ней правителем этих земель. Даркен Рал продолжает посылать гибельных в мир живых, беря с них обещание убивать. Зедд, в молодости бывший гордым и безрассудным, нарекает Искателем самого себя и отправляется на поиски Камня слёз. Салиндру убивают, и Даркен Рал, желая заполучить компас и меч Истины, возвращает её в мир живых с условием заманить Зедда в подземный мир. Зедд спускается туда через разлом, но Ричард успевает вовремя вывести его оттуда. Кара заставляет Шоту вернуть Зедду память. |            |                                  |                   |                                                          |                 |             |                     |
| 28 | 6          | «Ярость» «Fury»                  | Эндрю Меррифилд   | Раф Грин                                                 | 12 декабря 2009 | 206         | 2.67                |
| Ричард пытается обучить мирное племя целителей самообороне, но Зедд обнаруживает, что на них наложено сдерживающее заклинание. Зедд снимает его, но этим он ненароком высвобождает неуправляемую ярость, которая может полностью поглотить их и уничтожить Искателя, т.к. племя в древности зависело от одного из предков Ричарда Рала и впадая в ярость, он не может себя контролировать, и бойцы племени также наполняются неконтролируемой яростью. Обезумевшие люди во главе с Ричардом уничтожают целую деревню. Но Ричард впадает в ярость, лишь когда берёт меч Истины. Зедд учит его контролировать свои эмоции. Целители прогоняют врагов, желающих разрушить их деревню, не пролив ни капли крови. Зедд предупреждает Кэлен, что в Ричарде, как и в его предке, может быть сокрыта тёмная сторона. |            |                                  |                   |                                                          |                 |             |                     |
| 29 | 7          | «Воскрешение» «Resurrection»     | Джесси Уорн       | Майк Суссман                                             | 9 января 2010   | 207         | 2.27                |
| В результате хитрого плана Денны Ричард умирает и попадает в Подземный мир. Тёмный колдун, служащий Морд-Сит, вселяет в его тело дух одного из генералов д'харианской армии, уже «обученного» Денной. Выдавая своего слугу за настоящего Магистра Ричарда Рала, Денна пытается захватить власть над армией и государством. Также она решает избавиться от Кары, и затем вселяет в тело мёртвой девушки дух сестры Кэлен Дени, чтобы та отомстила Морд-Сит, убившей её. Но Кэлен отговаривает Дени от этого. Кэлен убивает генерала в теле Ричарда. Дени исповедует колдуна-слугу Денны и заставляет его призвать дух Ричарда обратно в его тело. |            |                                  |                   |                                                          |                 |             |                     |
| 30 | 8          | «Свет» «Light»                   | Джонатан Бро      | Чад Файвэш и Джеймс Стотеро                              | 16 января 2010  | 208         | 2.34                |
| Преследуя Денну, чтобы вернуть захваченный ею компас, Искатель попадает в ловушку, в результате которой Зедд оказывается в плену у Денны. Она желает обучить его, чтобы получить Волшебника Первого Ранга, готового услужить ей во всём. У Ричарда начинаются сильные головные боли и пришедшие на помощь сёстры Света во главе с Верной говорят, что боли начались из-за того, что в нём просыпается сила волшебника, соединяющая два сильных магических рода Рал и Зорандер. Хань Ричарда самый сильный и, поэтому может убить его. Чтобы научиться управлять своим Ханем и прекратить головные боли, Ричард отправляется вместе с сестрами в Древний Мир, во дворец Пророков. Меч Истины он отдаёт Кэлен, которая вместе с Карой должна найти и освободить Великого Волшебника, чтобы тот нарёк нового Искателя. Кэлен и Кара следуют за Денной и Зеддом. Денна приказывает Зедду превратить тела двух мёртвых д'харианцев в мёртвые тела её и Зедда, чтобы Кара и Кэлен поверили в их смерть. Её план удаётся, но Зедд посылает облако-указатель, и они возобновляют погоню. Зедду удается убедить Денну в том, что она может стать хорошим человеком, но в этот момент в неё из лука стреляет Кара, и Денна падает в пропасть. Зедд, Кара и Кэлен продолжают поиски нового Искателя. |            |                                  |                   |                                                          |                 |             |                     |
| 31 | 9          | «Тьма» «Dark»                    | Гарт Максвелл     | Никки Палуга                                             | 23 января 2010  | 209         | 2.45                |
| Ричард с Верной прибывает во Дворец Пророков, и там попадает в центр интересов Сестёр Света и Тьмы. Искатель узнаёт, что за день, проведённый им во Дворце, проходит 10 дней во внешнем мире и принимает решение уйти из Дворца. Сестра Никки соглашается помочь Ричарду, чтобы забрать себе его Хань волшебника и захватить Дворец. Будучи сестрой Тьмы, Никки заинтересована, чтобы Искатель ушёл, ибо пророчество гласит: «Когда завеса будет нарушена, сын Бреннидона отправится на поиски священного камня и найдет его лишь для того, чтобы отдать врагу Света». Но аббатиса Аннелина Алдуррен запечатывает дворец, чтобы помешать исполнению пророчества. Сёстры полагают, что враг Света — Владетель, но Ричард не верит в пророчества и считает, что человек сам творит свою судьбу. Раскусив план Никки, Ричард убеждает Верну помочь ему — когда он отдаёт свой Хань Никки, Верна одевает ей на шею Рада-Хань, чтобы та не смогла использовать свою силу. Тем временем Кэлен, Кара и Зедд встречают и называют нового Искателя - Лео. Одна из Сестёр Тьмы, подосланная Никки, проваливает задание убить Лео. Не желая быть исповеданной, она протыкает себе горло Мечом Истины, который Лео держал у её горла. Понимая, что Ричарду грозит опасность, Кэлен и Кара отправляются к нему на помощь. Компас тоже меняет направление и Лео с Зеддом отправляются в путь вместе с Исповедницей и Морд-Сит. |            |                                  |                   |                                                          |                 |             |                     |
| 32 | 10         | «Погибель» «Perdition»           | Марк Бисли        | Чарли Дейн                                               | 30 января 2010  | 210         | 2.58                |
| Ричард сбежал из Дворца Пророков, но просыпается в нём, как будто ничего не было. В зале молитв он встречает Кэлен с дочерью и пятым искателем. Прошло семь лет в Новом мире. Во Дворец врываются гибельные. На самом деле Ричард идёт по долине, по которой ушёл из дворца. Долина Погибели зачарована древней магией — он переживает свой самый страшный кошмар, и всё, что происходит с ним в воображении, происходит и в реальности. Лео с настоящей командой приходят в Древний мир, так как компас направляет их к бывшему Искателю. В мнимом Дворце сёстры Света совершают самоубийство во имя Создателя. В настоящем Сёстры Тьмы спасают Никки. Они хотят предотвратить пророчество: «Пока бьётся сердце Матери-Исповедницы, Владетель обречён на поражение». Мнимые гибельные во главе с Карой захватывают Дворец. Ричард — последний выживший в мире. Кэлен приходит во дворец и спрашивает о Ричарде. Аббатиса говорит, что с ним всё в порядке и тайно запечатывает дворец. Однако Сестра Верна понимает, что действия Аббатисы лживы и ошибочны, и освобождает их. Ричард совсем изнемогает. Кэлен раскрывает обман и бежит в Долину Погибели. Сёстры Тьмы настигают их. Ричард раскрывает иллюзию и приходит в себя. Лео погибает, а Ричард возвращается к друзьям. После свержения Сестёр Тьмы Искатель возвращается к поиску Камня Слёз. |            |                                  |                   |                                                          |                 |             |                     |
| 33 | 11         | «Сердце и разум» «Torn»          | Крис Мартин-Джонс | Сюжет: Кристин Хантли Сценарий: Арика Лизанн Миттмен     | 13 февраля 2010 | 211         | 2.62                |
| Принц Файрен захватывает власть в Эйдиндриле. В отчаянии местный волшебник пытается вызвать Кэлен в город, чтобы она возобновила исполнение обязанностей Матери-Исповедницы. Внутренний разрыв Кэлен между долгом к народу Эйдиндрила и любовью к Ричарду вызывает побочный эффект использования артефакта перемещения — Кэлен становится двумя людьми. Эмоциональная и мягкая часть Кэлен остаётся с Ричардом и Карой, теряя свой дар исповеди, тогда как рациональная и законопослушная Мать-Исповедница оказывается с Зеддом в Эйдиндриле. Кэлен, оставшаяся с Ричардом, использует отсутствие своего дара, чтобы заняться любовью с Ричардом. Восстановив справедливость в Эйдиндриле, рациональная Кэлен решает взять себе в супруги исповеданного принца Файрена, чтобы продолжить род Исповедниц. В конце концов, она становится ничем не лучше Файрена, строго следуя древним тираническим законам. Зедд и Ричард осознают что с Кэлен что-то не то (до этого никто не догадывался о разделении женщин). В конце концов Зедду удаётся воссоединить обе половины Кэлен в единого человека. Группа продолжает поиски Камня. |            |                                  |                   |                                                          |                 |             |                     |
| 34 | 12         | «Голод» «Hunger»                 | Майкл Хёрст       | Раф Грин и Кен Биллер                                    | 20 февраля 2010 | 212         | 2.11                |
| Во время битвы с бандитами, Кара погибает от подлого удара одного из них. Оказавшись в царстве мёртвых, она договаривается с Даркеном Ралом и становится гибельной, чтобы продолжать помогать Ричарду. Группа Ричарда (которая не знает о гибели и «воскрешении» Кары) обнаруживает и спасает похищенных людей, которых продавали гибельным для убийства. Затем они слышат о торговце, продающем лекарство для гибельных, которое избавляет их от необходимости выполнять свою часть сделки с Владетелем. Этим торговцем является старый знакомый Зедда картограф Себастьян, который работает с братом Зедда Теддикусом, чтобы продавать гибельным «тёмную воду», ранее принадлежавшую их отцу. С помощью волшебного печатного станка Себастьяна, Зедд создаёт карту, чтобы найти источник этой воды. По пути, Кара не может найти злодеев для убийства, чтобы поддерживать свою жизнь. В конце концов, она решает убить Теддикуса, но не может нанести удар. Узнав о её состоянии, благодарный брат Зедда бросается на нож Кары, чтобы купить ей достаточно времени для того, чтобы добраться до источника. К сожалению, Даркен Рал предаёт его душу мучениям и узнаёт местонахождение родника. Рал открывает на месте родника дыру в царство мёртвых, но Ричарду удаётся достать немного воды для Кары. Кара оживляет Теддикуса с помощью «дыхания жизни». Брат Зедда прощается, утверждая, что собирается вести честную жизнь. Это оказывается неправдой, и он вместе с Себастьяном продолжает заниматься шарлатанством. |            |                                  |                   |                                                          |                 |             |                     |
| 35 | 13         | «Принцесса» «Princess»           | Гарт Максвелл     | Стивен Толкин                                            | 27 февраля 2010 | 213         | 2.23                |
| На привале Кэлен похищают гары. Только дрессированные гары не убивают свою добычу. Такие гары есть лишь у маркграфа Роттенбергского — самого богатого человека в Срединных Землях. Кара, Ричард и Зедд спешат в замок на помощь. Помимо многочисленной охраны, в замке абсолютно не действует магия. Сам Маркграф бросает Кэлен в темницу, чтобы отдать Сёстрам Тьмы во главе с возрождённой Никки, дух которой вселился в тело одной из Сестёр, в обмен на договор с Владетелем о том, что маркграф и его слуги останутся в живых после разрушения мира. Маркграф ждёт двух принцесс, чтобы выбрать себе новую невесту вместо своей жены. Чтобы не разводиться с ней, он бросил её в темницу. Ричард с Зеддом находят свиту принцессы Лоралин Трайс и погружают их в сон. Кара отправляется во дворец в образе принцессы. Она вынуждена вести себя скромно и говорить стихами, что для неё нелегко. Она соревнуется в этом с графиней Друсиллой Гранстейбл. Искатель в одежде её брата изображает принца Родрика Златокудрого — покорителя тысячи сердец, а Зедд — их тётушку Трайс. Они пытаются украсть у Маркграфа ключ от темницы Кэлен, но все безуспешно. Когда Сёстры Тьмы прибывают для сделки, Кара зовёт Маркграфа в спальню, достаёт нож, забирает ключ от темницы и идёт туда. Никки узнаёт волшебника, и после схватки Ричард идёт туда же. Они освобождают Кэлен. Никки остаётся одна, она выпрыгивает из окна и исчезает. |            |                                  |                   |                                                          |                 |             |                     |
| 36 | 14         | «Узы» «Bound»                    | Крис Мартин-Джонс | Арика Лизанн Миттмен и Ники Палуга                       | 20 марта 2010   | 214         | 2.27                |
| Сестру Никки, которую постигла неудача в борьбе с Искателем, преследуют другие Сестры Тьмы. По приказу Даркена Рала и Владетеля Никки придумывает, как убить Мать-Исповедницу и достать Камень слёз. Она накладывает на Кэлен материнское заклятие - все, что чувствует Никки, чувствует и Кэлен. Никки приказывает Ричарду отправиться с ней за Камнем слёз, угрожая покончить с собой и таким образом убить Кэлен. Ричард идет с ней, а Кэлен, Кара и Зедд отправляются к отцу Кэлен, чтобы достать что-нибудь из вещей её матери, тем самым сняв заклятие. Отец сидит в тюрьме, а Кэлен, Зедд и Кара помогают ему сбежать, в обмен на то, что он передаст ей драгоценную для матери вещь (это оказалось ожерелье с серьгами, подаренное им в дни рождения Кэлен и Дени). Единственный способ снять заклятие — связать Кэлен с её матерью, но мать Кэлен мертва и Зедд с помощью украшений вызывает её дух. Сёстры посылают заколдованного ядовитого паука к Никки, и он кусает её. Ричард вместе с ней отправляется в пещеру за нектаром особых цветов, который является противоядием, где Сестры Тьмы устроили засаду. Зедд снимает заклятие, Никки с помощью магии убивает Сестёр и заявляет, что отныне служит лишь себе самой. |            |                                  |                   |                                                          |                 |             |                     |
| 37 | 15         | «Создатель» «Creator»            | Майк Смит         | Майк Суссман и Кен Биллер                                | 27 марта 2010   | 215         | 2.44                |
| Компас приводит Кэлен, Зедда и Ричарда в деревню, жители которой больны чумой, которую распространяют гибельные. Зедд не может вылечить их. Но появляется девушка, называющая себя Создателем, и с легкостью излечивает их. Создатель обвиняет Ричарда в том, что он - служитель Владетеля, и обманом расположил к себе Кэлен, Зедда, Кару и других. Все его действия она объясняет как содействие планам Владетеля и лишает компас Ричарда силы. Самого же Ричарда она решает уничтожить как слугу зла. Узнав о том, что Создатель вернулась на землю в человеческом теле, Даркен Рал открывает разлом прямо под местом, где она находится. Но в последний момент Ричард спасает её от смерти, и она меняет своё решение, поняв, что он на стороне добра. |            |                                  |                   |                                                          |                 |             |                     |
| 38 | 16         | «Бесчестье» «Desecrated»         | Гарт Максвелл     | Чад Файвэш и Джеймс Стотеро                              | 10 апреля 2010  | 216         | 2.02                |
| В день рождения Ричарда Кэлен и Кару похищает колдун и перемещает их в гробницу. Через день у них кончится кислород. Ричард, чтобы спасти их, должен убить пятерых юношей, которые, пользуясь привилегиями, долгое время избегали отбора в армию, в то время как колдун Кормак потерял на войне пятерых сыновей. Все, что есть у Ричарда и Кэлен - книги пути, с помощью которых они могут переписываться. Колдун с помощью книги направляет Ричарда и Зедда по ложному следу, и они, оказавшись не в той гробнице, освобождают существо - Найгакса, выполняющего приказы Кормака, который владеет особым амулетом. Кормак приказывает ему убить юношей и умирает. Магия Найгакса заключается в бинтах, обматывающих тело. Их можно снять лишь если их "хозяин" умирает. Ричард убивает его, и бинты перекидываются на Зедда. Ричард находит почти задохнувшихся Кару и Кэлен, а Зедд продолжает охотиться на юношей. Кара атакует Зедда, но не убивает его, и Найгакс переходит к отцу одного из юношей, который долгое время уберегал сына от армии. Найгакса снова заточают в гробницу. |            |                                  |                   |                                                          |                 |             |                     |
| 39 | 17         | «Возмездие» «Vengeance»          | Майкл Хёрст       | Чарли Дейн                                               | 17 апреля 2010  | 217         | 2.34                |
| Даркен Рал сообщает Теддикусу Зорандеру, что Паниз Рал, отец Даркена и Ричарда, убивший отца Зедда и Тедда, всё еще жив и прятался долгие годы. Теддикус и Зеддикус отправляются в путь, чтобы отомстить, но убивают лишь невинного монаха. В это время Ричард встречает пожилого человека Горация, который рассказывает, что существует свиток, в котором находится инструкция по применению Камня слёз. Вчетвером они отправляются на его поиски. Но прибывшие Теддикус и Зедд открывают, что Гораций - это Паниз Рал. Рал не отрицает этого, но говорит, что хочет помочь сыну, а Корректикуса Зорандера убил по ошибке, не послушав его предсказаний о злом тиране Даркене Рале. Даркен Рал посылает Сестёр Тьмы убить Паниза и забрать свиток, чтобы Искатель не узнал, как использовать Камень. Команда пытается отразить атаку, но свиток забирает Сестра Марианна, а Паниз Рал убит одной из Сестёр Тьмы. Перед его смертью Зедд прощает ему смерть отца. |            |                                  |                   |                                                          |                 |             |                     |
| 40 | 18         | «Уолтер» «Walter»                | Эндрю Меррифилд   | Стивен Толкин и Кен Биллер                               | 24 апреля 2010  | 218         | 2.41                |
| Уолтер, простой парень из деревни, имеет большое сходство с Даркеном Ралом. Еще во времена правления Рала, слух о Уолтере дошел до Народного дворца, и Даркен Рал решил использовать его для разных поручений. После смерти Рала Уолтер и его друг-д'харианец Мелрой решают убедить Морд-Сит в воскрешении Рала, украсть из замка сокровища и уехать. Но обман раскрывается, и Уолтера сажают в темницу. Сестра Марианна приносит Даркену-призраку свиток с инструкциями, как использовать Камень слёз. Сестра тьмы вонзает своё оружие - дакру в Зедда, и Кэлен исповедует её. Даркен Рал надеется воскреснуть, переместившись в тело мёртвого Уолтера. Но служанка, которая влюбилась в Уолтера, помогает ему бежать. Уолтер встречает Ричарда. Даркен Рал угрожает уничтожить свиток, если Ричард не позволит ему возродиться в теле Уолтера. Дух Уолтера переселяется в тело одного из д'харианцев, а Даркен Рал - в тело Уолтера. Он отдаёт Ричарду свиток и сбегает. Ричард узнаёт, что указания в свитке можно прочитать лишь при свете Мерцающей в ночи. |            |                                  |                   |                                                          |                 |             |                     |
| 41 | 19         | «Последняя из рода» «Extinction» | Джесси Уорн       | Сюжет: Чад Файвэш и Джеймс Стотеро Сценарий: Ники Палуга | 1 мая 2010      | 219         | 1.96                |
| Даркен Рал истребляет всех Мерцающих в ночи, кроме одной, которая ожидает детишек. Он читает содержимое свитка с её помощью и сжигает его. Рал присоединяется к компании Ричарда, чтобы получить Камень слёз и самому выполнить пророчество, для того что бы все считали его героем и что бы так он отправился к Создателю, когда будет умирать. Ричард посылает Зедда за Слушающим, чтобы прочитать мысли Рала и выведать, что было написано в свитке. Кара и Кэлен отправляются в родовую обитель, чтобы сохранить жизнь последней Мерцающей, без которой все живое умрет. Владетель посылает сестёр Тьмы на охоту за Ралом, который предал его. Ричард и Рал защищаются от них. Кэлен ранят гары, и Кара сама несет Мерцающую в обитель. Мерцающая умирает, но её потомство выживает. Рал открывает разлом между собой и Ричардом и убегает. Ричард узнает, что должен принести Камень слёз к Столпам Творения в день летнего солнцестояния. |            |                                  |                   |                                                          |                 |             |                     |
| 42 | 20         | «Вечность» «Eternity»            | Гарт Максвелл     | Раф Грин и Арика Лизанн Миттмен                          | 8 мая 2010      | 220         | 2.21                |
| Далия, давняя подруга Кары, приходит к ней и просит помочь спасти настоящего лорда Рала - сына Кары и Даркена, похищенного сестрами Тьмы. Зедд и Кара уходят с Далией, а Ричард и Кэлен продолжают поиски. Далия предаёт Кару. Зедда бросают в тюрьму, а Кара попадает к Ралу, который пытается снова «обучить» её. Он не может сломать Кару и тогда идёт на хитрость. Он приказывает Каре убить Зедда, она отказывается и избивает Рала и других Морд-Сит. Они сбегают из дворца. Ричард и Кэлен попадают в волшебную долину, где «перворождённые» люди отдают им Камень слёз. Но эти люди не собираются выпускать их из долины, желая, чтобы они остались и после разрушения мира Владетелем положили начало новой жизни. Но с помощью волшебного кольца им удается связаться с внешним миром и передать Камень Зедду. Сразу после этого на него нападает Кара, которую, как оказалось, все же обучил Рал и которая теперь подчиняется ему. Она отдаёт Камень Ралу. Ричард и Кэлен наконец могут выйти из долины и снова отправиться на поиски Кары и Камня. |            |                                  |                   |                                                          |                 |             |                     |
| 43 | 21         | «Иная судьба» «Unbroken»         | Майкл Хёрст       | Майк Суссман                                             | 15 мая 2010     | 221         | 2.23                |
| Рал убивает Сестёр Тьмы и посылает Кару убить Искателя. Ричард не может убить её. Зедд накладывает на Кару опасное заклятие, сняв с неё действие темной магии Рала. Но одновременно он снимает и ту магию, что сделала её Морд-Сит. Зедд попадает в новый мир, где Кара не нарушила обряд Одена-Исповеди своим эйджилом, и Ричард овладел магией Одена и пользуется ею мудро, они с Кэлен женаты и она ждёт ребенка, Рал жив и подчиняется Одену, а значит, завеса не нарушена и Владетель бессилен. Кара Мейсон же — обычная девушка из деревни, живёт с сестрой и двумя детьми. Но на Владетеля магия не подействовала, он почувствовал изменение мира. Сёстры Тьмы пьют кровь Дженнсен и становятся Истинно Неодарёнными, что позволяет им разъединить шкатулки Одена. Их соединяет Рал и все, включая Ричарда, теперь повинуются ему. Зедд находит Кару и решается отменить заклятие, но её убивают Морд-Сит. Тогда то же заклинание он произносит над Далией, и она не приходит к Каре и не лжёт ей о необходимости спасения её сына. Кара снова на стороне добра, и команда продолжает путь к Столпам Творения. |            |                                  |                   |                                                          |                 |             |                     |
| 44 | 22         | «Слёзы» «Tears»                  | Марк Бисли        | Кен Биллер и Стивен Толкин                               | 22 мая 2010     | 222         | 2.27                |
| Владетель открывает разлом между Ричардом и его друзьями. Дальше Ричард идет один, а другие идут в обход. Ричард в опустошённой гибельными деревне встречает мальчика Деклана, который хочет пойти вместе с ним. Даркен Рал посылает Морд-Сит помочь Ричарду одолеть Владетеля, лишь для того чтобы Владетель не замучил его в пытках в Подземном Мире. На Рала нападает Никки и выпытывает у него, куда идет Ричард. Она настигает Кэлен, Кару и Зедда, крадёт магическую силу Кэлен и исповедует её. Теперь Кэлен подчиняется Никки. Вместе с помощью магии они ослепляют Ричарда, чтобы догнать его и отобрать Камень Слёз. Сестра Верна узнаёт о пророчестве «В день летнего солнцестояния Владетель явится среди живых в облике ребенка, и Искатель слепо доверится ему». Так и происходит, Ричард ослеп, теперь его ведет Деклан. Кэлен и Никки также узнают об этом. Кара и Зедд объединяются с Морд-Сит чтобы помочь Ричарду. Морд-Сит убивает Никки, но Кэлен всё еще под магией Исповеди. Она прибывает к Столпам Творения одновременно с Ричардом. На неё нападают сестры Тьмы. Ричард слышит это, отдаёт Владетелю Камень Слез и спасает Кэлен. Но та во власти Кон-Дара пытается исповедовать его, но исповедь на Ричарда не действует, а когда видит, что Камень у Владетеля, убивает Ричарда. Кэлен приходит в себя, и поняв, что сделала, плачет. Её слёзы превращаются в новый Камень Слёз, приходят Кара и Зедд, Кара возвращает Ричарда дыханием жизни, и они успевают положить Камень в нужное место вовремя. Все разломы закрыты, Владетель побеждён. Зедд возвращает Искателю зрение. Ричард и Кэлен понимают, что угроза Исповеди больше не стоит между ними, а значит теперь они могут быть вместе. Одна из Морд-Сит Даркена Рала воскрешает Никки. |            |                                  |                   |                                                          |                 |             |                     |